# Амромин, Арон Наумович
Арон Наумович Амромин (08.05.1910 — 18.05.1992) — советский конструктор вооружений, лауреат Ленинской премии.

## Биография
Родился в г. Ромны.
После окончания Ленинградского политехнического института (1936) работал на различных инженерных должностях на Ленинградском заводе «Кинап».
С сентября 1941 по сентябрь 1945 года в РККА (8-я армия), дослужился до звания инженер-майор, войну закончил под Кёнигсбергом. Награждён орденом Отечественной войны II степени (26.08.1943).
После демобилизации вернулся на завод «Кинап», работал в должностях от инженера-электрика до начальника опытного конструкторско-технологического бюро (ОКТБ) (1952-1957). Наладил серийное производство аппаратуры управления для первой советской системы управления ракетами класса «воздух — земля».
В 1957—1971 гг. начальник отдела в Ленинградском НИИ радиоэлектроники (НИИ-131, НИИРЭ), вошедшем в состав НПО «Ленинец» (до 1959 — ОКБ-283, в состав которого в 1956 г. вошло ОКТБ завода «Кинап»). Участник разработки авиационного управляемого оружия. Под его руководством и при личном участии проведены НИОКР по созданию радиоэлектронных комплексов автоматического управления ракетами для самолетов Ту- 16. Главный конструктор радиолокационной системы
управления ракетами класса воздух-поверхность «Рубикон».
Ленинская премия (1963) — за разработку ракетоносных систем К-10, К-11, К-16 и К-20, способных поражать точечные подвижные морские и наземные цели, а также радиолокационные станции ПВО и ПРО с больших расстояний